# Сейєд Муса Каземі
Сейєд Муса Каземі — іранський дипломат. Надзвичайний і Повноважний посол Ісламської Республіки Іран в Україні (2006—2010).

## Біографія
Багато років працював у дипломатичних місіях Ірану в Східній Європі: в Румунії, Угорщині, Польщі. 
29 травня 2006 року вручив вірчі грамоти Президенту України Віктору Ющенку.
З 2006 по 2010 рр. — Надзвичайний і Повноважний посол Ісламської Республіки Іран в Україні.